# Exile (bài hát)
"Exile" (thường được cách điệu thành "exile") là một bài hát của ca sĩ và nhạc sĩ sáng tác ca khúc người Mỹ Taylor Swift với sự góp mặt của ban nhạc Mỹ Bon Iver. Nằm trong album phòng thu thứ tám của Swift, Folklore (2020), "Exile" được sáng tác bởi Swift, Joe Alwyn (dưới biệt hiệu William Bowery) và Justin Vernon, giọng hát chính của Bon Iver, đồng thời được sản xuất bởi Aaron Dessner và Alwyn. Republic Records phát hành bài hát đến đài phát thanh alternative của Mỹ vào ngày 3 tháng 8 năm 2020.
"Exile" đạt vị trí cao trên các bảng xếp hạng ở nhiều quốc gia. Bài hát xuất hiện lần đầu tiên trên bảng xếp hạng Billboard Hot 100 ở vị trí thứ 6, trở thành bài hát thứ 28 của Swift lọt vào top 10, cũng như bài hát thứ 18 của cô xuất hiện lần đầu tiên trong top 10 của bảng xếp hạng này. Bài hạt cũng lọt vào top 5 tại Ireland, New Zealand và Úc; top 10 tại Canada, Malaysia, Singapore và Vương quốc Anh; top 20 tại Estonia, Israel và Scotland; cũng như top 40 tại Bỉ, Bồ Đào Nha và Thụy Điển. Đối với Bon Iver, "Exile" là bài hát đạt vị trí cao nhất và bài hát đầu tiên lọt vào top 10 trên tất cả các bảng xếp hạng mà bài hát đã xuất hiện. "Exile" lọt vào danh sách các bài hát hay nhất năm 2020 của nhiều ấn phẩm báo chí và được đề cử giải Trình diễn song tấu hoặc nhóm nhạc giọng pop xuất sắc nhất tại lễ trao giải Grammy lần thứ 63.

## Bảng xếp hạng
| Bảng xếp hạng (2020)                       | Thứ hạng cao nhất |
| ------------------------------------------ | ----------------- |
| Úc (ARIA)                                  | 3                 |
| Áo (Ö3 Austria Top 40)                     | 56                |
| Bỉ (Ultratop 50 Flanders)                  | 37                |
| Canada (Canadian Hot 100)                  | 6                 |
| Cộng hòa Séc (Singles Digitál Top 100)     | 68                |
| Đan Mạch (Tracklisten)                     | 32                |
| Estonia (Eesti Tipp-40)                    | 19                |
| France (SNEP Sales Chart)                  | 69                |
| Thế giới Global 200 (Billboard)            | 133               |
| Greece (IFPI)                              | 59                |
| Ireland (IRMA)                             | 3                 |
| Israel (Media Forest)                      | 18                |
| Malaysia (RIM)                             | 3                 |
| Hà Lan (Single Top 100)                    | 84                |
| New Zealand (Recorded Music NZ)            | 5                 |
| Bồ Đào Nha (AFP)                           | 40                |
| Scotland (OCC)                             | 17                |
| Spain (PROMUSICAE)                         | 83                |
| Singapore (RIAS)                           | 3                 |
| Thụy Điển (Sverigetopplistan)              | 38                |
| Thụy Sĩ (Schweizer Hitparade)              | 48                |
| Anh Quốc (OCC)                             | 8                 |
| Hoa Kỳ Billboard Hot 100                   | 6                 |
| Hoa Kỳ Adult Alternative Songs (Billboard) | 9                 |
| Hoa Kỳ Hot Rock Songs (Billboard)          | 2                 |
| US Rolling Stone Top 100                   | 3                 |

| Bảng xếp hạng (2021)        | Thứ hạng cao nhất |
| --------------------------- | ----------------- |
| US Top TV Songs (Billboard) | 1                 |

| Bảng xếp hạng (2020)                        | Thứ hạng |
| ------------------------------------------- | -------- |
| US Hot Rock & Alternative Songs (Billboard) | 13       |
| Bảng xếp hạng (2021)                        | Thứ hạng |
| US Hot Rock & Alternative Songs (Billboard) | 51       |

## Chứng nhận
| Quốc gia                                                    | Chứng nhận  | Số đơn vị/doanh số chứng nhận |
| ----------------------------------------------------------- | ----------- | ----------------------------- |
| Úc (ARIA)                                                   | 3× Platinum | 210.000‡                      |
| Canada (Music Canada)                                       | 2× Platinum | 160.000‡                      |
| Đan Mạch (IFPI Đan Mạch)                                    | Gold        | 45.000‡                       |
| Ý (FIMI)                                                    | Gold        | 50.000‡                       |
| Na Uy (IFPI)                                                | Gold        | 30.000‡                       |
| Ba Lan (ZPAV)                                               | Gold        | 25.000‡                       |
| Tây Ban Nha (PROMUSICAE)                                    | Gold        | 30.000‡                       |
| Anh Quốc (BPI)                                              | Platinum    | 600.000‡                      |
| Hoa Kỳ (RIAA)                                               | Platinum    | 1.000.000‡                    |
| ‡ Chứng nhận dựa theo doanh số tiêu thụ và phát trực tuyến. |             |                               |